# Урский, Георгий
Георгий Урский (рум. Gheorghe Urschi; род. 18 января 1948, село Большие Котюжены, Шолданештский район, Молдавская ССР, СССР) — молдавский юморист, актёр, сценарист, режиссёр. Народный артист Молдавии (2012).

## Биография
Родился 18 января 1948 года в селе Большие Котюжены Молдавской ССР.
В 1965—1969 годах учился в Щукинском училище в Москве в одно время с Константином Райкиным и Яном Арлазоровым.
После окончания училища работал в кишиневском театре «Лучафэрул», с которым в течение 15 лет гастролировал по молдавским селам.
В 2008 году награждён высшей государственной наградой Молдавии — орденом Республики.
В 2011 году перенёс тяжёлый инсульт, после которого длительное время не появлялся на публике.
20 июля 2012 года указом Президента Республики Молдова Георге Урски был удостоен звания «Народный артист Молдавии» (Artist al Poporului), присуждаемого за исключительные заслуги в работе по развитию театра, музыки, кино и изобразительного искусства.
30 мая 2013 года Георге Урски было присвоено звание Почётного гражданина Кишинёва.
21 августа 2019 года удостоен Национальной премии Республики Молдова (Правительство Молдавии) за Opera omnia.
Женат, имеет двух дочерей.

## Творчество
Георге Урски написаны театральные пьесы «Vom trăi și vom vedea», «Testamentul», «Testamentul-2», «Pe linie moartă», «Doi cocri, două viori», «Și iar, Chirița», «Nu mă întreba».
В кинематографе был и переводчиком, и актёром дубляжа. Он перевёл на румынский «Любовь и голуби», продублировав при этом Владимира Меньшова, фильм Самвела Гаспарова «Шестой» (его голосом говорит главный герой в исполнении Сергея Никоненко), комедию «Самая обаятельная и привлекательная».
В качестве сценариста и режиссёра Георге Урски поставил фильмы «Cine arvonește, acela plătește» и «Văleu, văleu, nu turna!».
Перевел на румынский язык роман Валентина Катаева «Кладбище в Скулянах», совместно с Константином Кондря пьесы Ибсена «Пер Гюнт», «Столпы общества», «Кукольный дом».
Написал несколько книг на румынском языке.

## Фильмография
- Cine arvonește, acela plătește (1989)
- Văleu, văleu, nu turna! (1991)
- Fenta (2004)